# الینا دمیننکو
الینا دمیننکو (انگلیسی: Olena Demyanenko؛ زادهٔ ۸ مهٔ ۱۹۶۶) فیلم‌نامه‌نویس، کارگردان فیلم، و تهیه‌کننده فیلم اهل اوکراین است.